# Regí Mas i Marí
Regí Mas i Marí   (Benifaió, 25 d'abril de 1899 - Benicalap, 30 de maig de 1968) va ser un innovador artista faller, considerat un dels millors de la història. Es considera que el seu millor treball és La Llei de l'embut (Plaça del Mercat, 1944). En el seu palmarès figuren 22 primers premis, 12 d'enginy i gràcia i 5 ninots indultats.

## Biografia
Va estudiar dibuix a l'escola Sant Carles de València.
Va plantar la seua primera falla en 1918, si bé prèviament ja havia conegut l'ofici fent d'aprenent. Va ser el primer artista a plantar falles grans, i agradava de plantar un elegant ninot central rodejat pels ninots menors, on predominava la sàtira i l'humor, a més de la bellesa.
El seu compromís satíric li van valdre sis mesos i un dia de presó en acabar la Guerra Civil Espanyola, acusat d'auxili a la rebel·lió; a més de rebre dos galtades per part del responsable de la Fira de Mostres valenciana, ofès per un ninot on apareixia parodiat, i es criticava el negoci d'estraperlo (mercat negre) amb cafè guineà el 1947.
Durant la República va presidir l'Associació d'artistes fallers, i en eixir de la presó, va ser membre fundador del Gremi Artesà d'Artistes Fallers, el 1943. Una iniciativa seua va ser la creació del Museu Faller, on s'exposaria el ninot indultat, és a dir, aquell que cada any se salva de ser cremat a les festes. Exemple de la qualitat del seu treball són els cinc ninots seus que encara hui podem trobar allí, que són dels anys 1941, 1942, 1944, 1947 i 1958. També impulsà la creació de la Ciutat de l'artista faller.
Fora de l'àmbit faller, com molts altres artistes fallers, va participar en la creació d'attrezzo per a pel·lícules; la seua peça més famosa és el titella de la gosseta Marilyn, de la TVE dels anys 60.
Va morir el 30 de maig de 1968 en caure d'una bastida al seu taller de la Ciutat de l'artista faller, al barri de Benicalap de València.